# Dalmine
Dalmine – miasto i gmina we Włoszech, w regionie Lombardia, w prowincji Bergamo.
Według danych na styczeń 2009 gminę zamieszkiwały 23 132 osoby przy gęstości zaludnienia 1994 os./1 km².
Przemysł metalowy, maszynowy oraz hutnictwo żelaza.